# Surp Hovhannes Mkrtich (Martakert)
Surp Hovhannes Mkrtich, San Giovanni Battista, è la principale chiesa armena della città di Martakert in Azerbaigian, nel territorio dell'ex repubblica di Artsakh (Nagorno Karabakh).

## Storia
L'edificio è stato eretto nel 1881 e nel 2003 è stato sottoposto a interventi di restauro. Vanta interessanti fregi nel tamburo centrale. Nel gavit ci sono iscrizioni ben conservate e alcuni katchkar (steli di pietra con raffigurazioni religiose). All'interno dell'edificio si trovano pietre tombali di vescovi e nobili della regione.